# 鍾振
鍾振（1532年—？），字玉甫，廣東廉州府合浦縣人，民籍，明朝政治人物。

## 生平
嘉靖四十年（1561年）辛酉科順天鄉試第二十五名舉人，四十一年（1562年）中式壬戌科會試第五十七名，二甲第二十三名進士。授滁州知州，丁憂歸。服闋，補廣德州知州，調嘉定州知州，擢户部郎中，出为雲南府知府。升福建按察司副使，以介性忤时，辞官归乡。

## 家族
曾祖鍾默；祖父鍾信；父鍾文，母李氏。